# Charles Johnston (Theosoph)

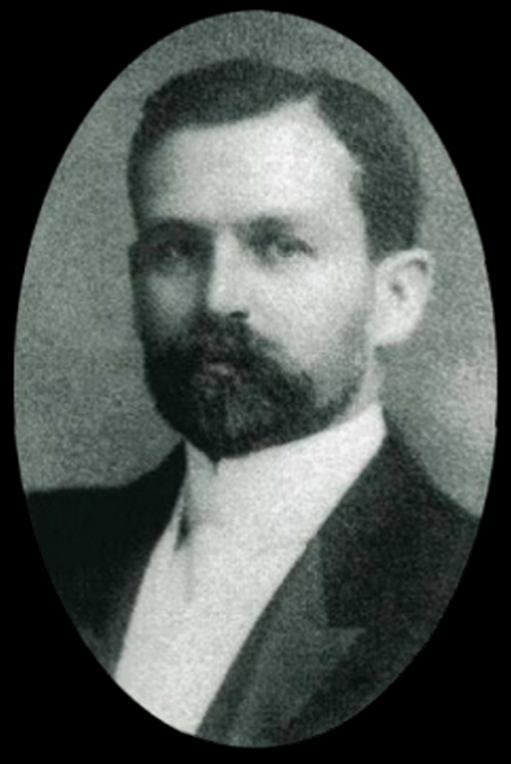
Charles Johnston (um 1900)

Charles Johnston (* 17. Februar 1867 in Ballykilbeg (bei Downpatrick), Down County, Nordirland; † 1931) war ein nordirischer Journalist, Autor und Theosoph.

## Leben und Werk
Johnston wurde am 17. Februar 1867 im kleinen nordirischen Dorf Ballykilbeg geboren. Der Vater William Johnston of Ballykilbeg (1829–1902) war nordirischer Volksheld, Politiker und fanatischer Anhänger des Oranier-Ordens. Johnston studierte Orientalistik, erlernte Sanskrit, russisch und deutsch. Unter seinen Schulfreunden waren William Butler Yeats und George William Russell, mit denen er das Interesse am Okkultismus teilte. Später betätigte er sich als Journalist. [1], [3], [4], [5], [7]
1884 las er Alfred Percy Sinnetts Werk Occult World und gründete daraufhin gemeinsam mit Yeats und Russell am 16. Juni 1885 die Hermetic Society in Dublin. Nachdem er 1885 auch Mitglied der Theosophischen Gesellschaft geworden war, mitbegründete er im Juni 1886 eine theosophische Loge in Dublin. Als sich die Theosophische Gesellschaft 1895 spaltete, folgte er der Richtung William Quan Judges und wurde Mitglied der Theosophischen Gesellschaft in Amerika (TGinA). [1], [3], [6]
Am 14. Oktober 1888 heiratete er Vera Vladimirovna de Zhelihovsky (1864-1923, auch Jelihovsky) die Nichte Helena Blavatskys, meist Mrs. Charles Johnston genannt. Diese ist nicht zu verwechseln mit Blavatskys jüngerer Schwester Vera Petrovna de Zhelihovsky (1835–1896). [1], [2], [3]
Er übersetzte mehrere Werke aus dem Sanskrit und russischen. Als Autor widmete er sich in erster Linie philosophischen und theosophischen Themen.

## Werke (Auswahl)
Als Autor: 
- Karma, Works and Wisdom. Kessinger Publishing, Whitefish 2006, ISBN 1425483631.
- Memory of Past Births. Kessinger Publishing, Whitefish 2003, ISBN 0766150232.
- Selected Poems. Vintage Books, New York 1986, ISBN 0370308786.

Als Übersetzer:
- The Bhagavad Gita, The Songs of The Master. Kessinger Publishing, Whitefish 2006, ISBN 1428611991.
- The Great Upanishads, Isha, Kena, Katha, Prashna, Upanishads Volume 1. Kessinger Publishing, Whitefish 2006, ISBN 1428600035.
- The Yoga Sutras of Patanjali, The Book of The Spiritual Man. The Echo Library, London 2006, ISBN 1847026893.